# CA Ituzaingó
Club Atlético Ituzaingó jest argentyńskim klubem piłkarskim z siedzibą w mieście Ituzaingó, będącym częścią zespołu miejskiego miasta Buenos Aires.

## Osiągnięcia
- Mistrz ligi prowincjonalnej Liga del Oeste: 1933
- Mistrz trzeciej ligi argentyńskiej Primera B Metropolitana: 1991/92
- Mistrz czwartej ligi argentyńskiej Primera C Metropolitana: 1997 Apertura
- Mistrz piątej ligi argentyńskiej Primera D Metropolitana: 2005 Apertura

## Historia
Klub założony został 1 kwietnia 1912 roku. Grał w lidze prowincjonalnej Liga del Oeste, po czym w roku 1960 przystąpił do ogólnokrajowej federacji piłkarskiej AFA. Odtąd przeważnie grał w trzeciej lub czwartej lidze argentyńskiej. Najlepszym sezonem był sezon 1992/93, kiedy to klub zajął 17. miejsce w drugiej lidze argentyńskiej Primera B Nacional Argentina.
Obecnie klub występuje w czwartej lidze argentyńskiej Primera C Metropolitana.